# Fundação para o Remédio Popular
A Fundação para o Remédio Popular (mais conhecida pela sigla FURP) é o laboratório farmacêutico do Governo do Estado de São Paulo. Foi fundada em 9 de março de 1974, e sua fábrica, inaugurada em 1984, está instalada em Guarulhos, na Grande São Paulo e possui desde junho de 2009 uma fábrica em Américo Brasiliense, no Interior de São Paulo. A fundação ocupa posição estratégica nas políticas públicas de saúde, dedicando-se ao desenvolvimento, produção, distribuição e dispensação de produtos para melhoria da qualidade de vida da população.

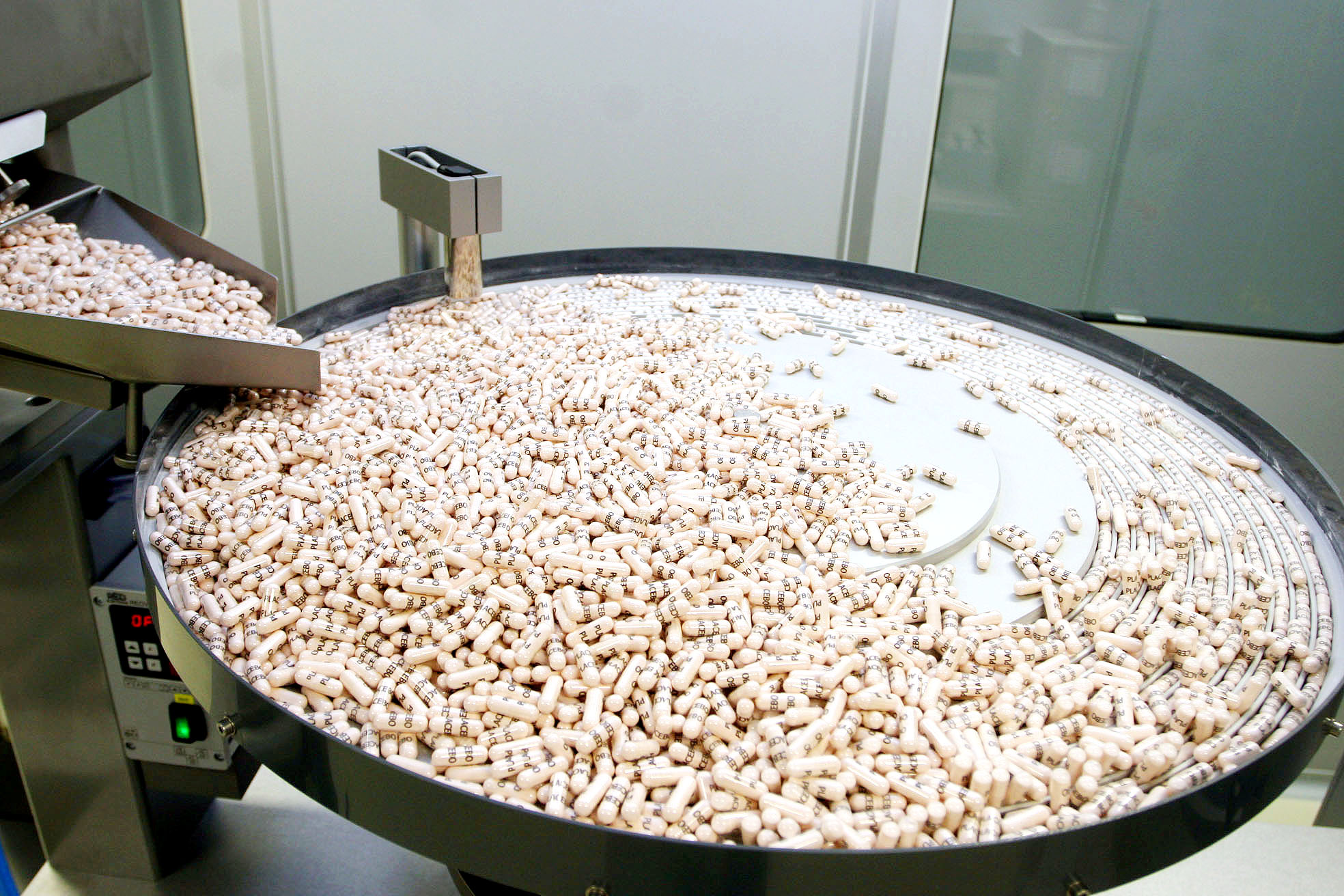
Medicamentos sendo produzidos na FURP de Guarulhos.

## Números
A FURP é maior fabricante público de medicamentos do Brasil:
- A fábrica possui 220 mil metros quadrados de área construída
- Mais de mil funcionários
- Produz atualmente 2,5 bilhões de unidades farmacêuticas/ano (crescimento de 31% na última década)
- São fabricados cerca de 80 medicamentos
- A Fundação atua em cerca de 3,2 mil municípios brasileiros e tem uma carteira com mais de 5 mil clientes. Entre os principais estão a Secretaria de Saúde do Estado de São Paulo e o Ministério da Saúde, além de instituições filantrópicas, sindicatos e fundações.